# Raimondo Viale
Don Raimondo Viale (Limone Piemonte, 15 maggio 1907 – 25 settembre 1984) è stato un presbitero cattolico italiano e nel 2000 il suo nome è stato iscritto tra i giusti tra le nazioni a Yad Vashem per la sua opera a favore degli ebrei durante l'Olocausto.

## Biografia
Raimondo Viale nasce nel 1907 a Limone Piemonte in provincia di Cuneo. All'età di 23 anni, viene ordinato sacerdote e viene assegnato come vicecurato alla parrocchia di Borgo San Dalmazzo. Negli anni '30 il suo impegno culturale e sociale lo porta in contrasto con le autorità fasciste.

### Condanna al confino
Con l'avvicinarsi dell'entrata in guerra dell'Italia, il clima politico si fa sempre più teso. Don Viale, dal pulpito, condanna la scelta della guerra come “un'inutile strage”, tentando di marcare le distanze tra la posizione della Chiesa e quella del governo fascista. A pochi giorni dall'inizio delle ostilità con la Francia, pronuncia, durante un'omelia, un duro discorso contro la guerra, in seguito al quale è arrestato e condannato a quattro anni di confino in Molise, presso la località di Agnone.
Scontati i 15 mesi di confino, rientra a Borgo San Dalmazzo.

### L'aiuto agli ebrei
Il 19 settembre, giorno della strage di Boves, don Viale accoglie nella canonica la salma trafugata di don Mario Ghibaudo e, rischiando un'ulteriore rappresaglia tedesca, aiuta i familiari a portarla nel cimitero di Borgo. Dopo l'8 settembre 1943, arrivano gli ebrei dalla Francia, dalla residenza "obbligata" di Saint Martin Vésubie. Solo 400 si presentano alle SS, ubbidendo al bando del capitano Muller, gli altri si nascondono dandosi alla macchia. 349 di essi sono catturati dalle autorità militari tedesche che li attendono a Valdieri, e vengono rinchiusi nel centro di raccolta di Borgo San Dalmazzo, in un ex caserma degli Alpini. Don Viale si prodiga in ogni modo per alleviare le loro sofferenze. La mattina del 21 novembre 1943, i 349 prigionieri iniziano il loro viaggio verso Auschwitz (soltanto 9 di essi sopravviveranno). Il cardinal Maurilio Fossati, arcivescovo di Torino, lo incoraggia a continuare in questa direzione, offrendogli anche aiuti materiali che hanno permesso a molti ebrei di raggiungere Genova tramite Monsignor Francesco Repetto e attraverso i contatti con la centrale della DELASEM di Genova, dove li accoglie in Vescovado per poi avviarli verso la Svizzera o il Centro Italia.
(don Raimondo Viale, tratto dal libro Il prete giusto di Nuto Revelli)
La resistenza non violenta è, però, per don Viale un atteggiamento quotidiano, costante, deciso, in ogni situazione e in ogni episodio in cui viene coinvolto; come la presenza accanto ai tredici partigiani giustiziati nel cimitero di Borgo il 2 maggio 1944, come la falsa confessione al giovane partigiano sconosciuto, liberato grazie al suo intervento.
Nell'agosto del 1944 fu costretto a darsi alla clandestinità.

### Morte
Don Viale morì il 25 settembre del 1984.

## Riconoscimenti
Una piazza è a lui intitolata a Borgo San Dalmazzo il 20 settembre 1998. Il 7 agosto 2000 riceve l'onorificenza Giusto tra le nazioni dall'istituto Yad Vashem di Gerusalemme.